# ルパン三世 バイバイ・リバティー・危機一発!

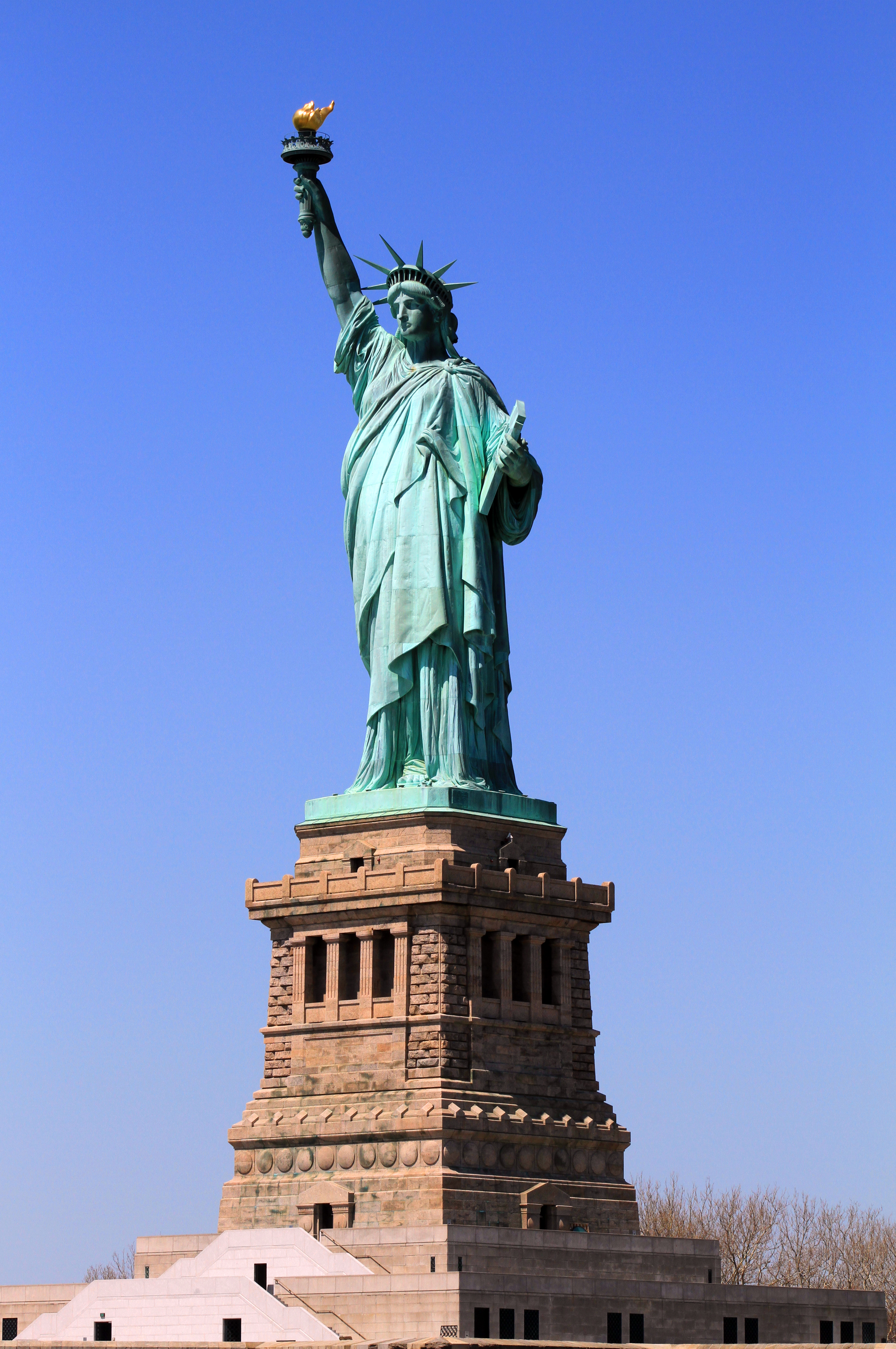
本作の舞台の1つとなった自由の女神像

『ルパン三世 バイバイ・リバティー・危機一発!』（ルパンさんせい バイバイ・リバティー・ききいっぱつ!）は、モンキー・パンチ原作のアニメ『ルパン三世』のテレビスペシャル・シリーズ第1作。1989年4月1日に日本テレビ系の『土曜スーパースペシャル』にて放送された。監督は出崎統。視聴率は13.3%。

## 概要
現在も不定期ながら続いている『ルパン三世』テレビスペシャル・シリーズの第1作であり、平成最初の『ルパン三世』シリーズ作でもある。
1987年のOVA『ルパン三世 風魔一族の陰謀』以来2年ぶりに製作された作品で、テレビ放送用の作品としては1985年終了のテレビシリーズ『ルパン三世 PARTIII』以来3年半ぶりとなる。
制作には、『ルパン三世 (TV第2シリーズ)』（以下：『TV第2シリーズ』）の日本テレビが約9年ぶりに参加。本作よりテレビ放送される『ルパン三世』シリーズは、すべて日本テレビが制作局となっている。
監督は、『ルパン三世 (TV第1シリーズ)』への参加経験を持つ出崎統が起用された。
日本テレビの参加に伴い、中核となるスタッフは『TV第2シリーズ』参加者が多く起用されたほか、『風魔一族の陰謀』で一新されたメインキャストは山田康雄をはじめとした『TV第2シリーズ』からのメンバーに戻された。音楽担当も大野雄二が復帰し、大野作曲の「ルパン三世のテーマ」も同時に復活することとなった。
1995年3月31日には、同年3月19日に長年ルパンを演じた山田康雄が死去したことから『金曜ロードショー』にて「山田康雄追悼企画」として再放送が行われた（視聴率17.0%）。

## あらすじ
急激な情報技術の発達により、今やルパン三世の記録はネットワークを介して全世界の警察に共有される事態となっていた。盗みもしにくくなり、記録を盗んだり抹消しようとしても50年はかかると予測したルパンは引退を宣言し、最愛の女性ジュディとの甘い生活を夢見る。次元は旧友の泥棒ルースターの頼みを受け、彼がかつて盗み出し、自由の女神像に隠したという世界最大のダイヤモンド「スーパーエッグ」を手に入れようとする。当初、引退宣言したルパンは次元の誘いを断るものの、ジュディが3億ドルの借金を残して別の男と逃げてしまったため、泥棒稼業に復帰する。一方、アラスカで修行中の石川五ェ門は謎の襲撃者に狙われている美女イザベルを助け、彼女の護衛役となる。
ルースターと会うルパンらであったが、同じく「スーパーエッグ」を狙う謎の襲撃者の一団に襲われ、唯一詳細な隠し場所を知るルースターは殺されてしまう。そこでルパンは、探す時間を稼ぐため自由の女神像ごと盗んでしまう。像の中にはコンピュータの扱いに長けた天才少年マイケルが潜んでおり、コンピュータの演算結果によりルパンが女神像を盗むと予測していたという。マイケルの助言によって像をグランド・キャニオンに隠したルパンは、さらに彼より世界中のデータの消去や改竄ができる「ニューウイルス」と呼ばれるコンピュータウィルスの存在を教えられる。マイケルの狙いはこのウィルスの確保であり、ルパンもまた自分のデータを削除したいため、マイケルと手を組むことを決める。そしてルパンはついにスーパーエッグを手に入れる。
一方、スーパーエッグやイザベルを狙っていた謎の集団はスリーメイスンと呼ばれる世界的な秘密結社であった。実は彼らの狙いも「ニューウイルス」であり、スーパーエッグやイザベルはその鍵であった。総帥シルバーマン（No.1）は、後手に回っている幹部のジミー・カンツ（No.3）を叱咤し、謎の魔術でアジトに潜入してきた峰不二子を操り人形にしてしまう。
銭形警部の介入もある中で、ルパン一行は五ェ門と合流し、宝石商を名乗るイザベルからスーパーエッグの購入を打診される。ルパンは取引に乗り、スーパーエッグを引き渡そうとするが、シルバーマンに操られた不二子によってイザベルを奪われてしまう。また、その際にイザベルがマイケルの生き別れた母親だと判明する。
イザベルの正体はニューウイルスを開発した天才技術者で、スリーメイスンのNo.2であった。数年前に彼女は組織を裏切り、ニューウィルスの情報を隠したスーパーエッグを持って出奔していたため、彼らに狙われていた。しかし、捕らえられたイザベルは逆にカンツを篭絡してしまい、彼と共にシルバーマンを殺し、自らNo1となって組織を乗っ取ってしまう。そんな事態を知らないルパンや五ェ門はイザベルを奪還するためニューヨークにあるスリーメイスンの本部へ潜入するが、彼女の罠によってスーパーエッグを奪われ地下階に閉じ込められてしまう。
ニューウィルスを解放したイザベルであったが地位の簒奪を企むカンツにナイフで刺されてしまう。地下から脱出したルパンは瀕死の彼女を連れて屋上へ逃げる。後を追うカンツは五ェ門による返り討ちに遭って致命傷を負い、最期の悪あがきにニューウィルスを使ってアメリカやソ連の核施設のコントロールを奪って世界を破壊しようとする。ルパンとマイケルは協力して本部コンピュータを操作し、核ミサイルの発射を未然に防ぐ。
脱出するヘリの中でイザベルは息子との再会を喜びながら息を引き取る。マイケルは母に見立てた自由の女神像にバカヤロウと叫ぶ。

## 登場人物

### メインキャラクター
ルパン三世
かの名高き怪盗アルセーヌ・ルパンの孫で、自らも世界的な大怪盗かつ変装の達人。
自らのデータが世界中の警察に共有されたことで一時は引退を決意するが、ジュディの作った多額の借金（3億ドル）返済のため、スーパーエッグを狙って復帰する。
次元大介
コンバットマグナムを使う射撃の名手でルパンの相棒。
旧友の泥棒ルースターの頼みを受け、スーパーエッグの話をルパンに持ち込む。
石川五ェ門
古の大泥棒・石川五ェ門の十三代目。最強の刀「斬鉄剣」を使う居合い抜きの達人。
アラスカで修行中に謎の集団に追われるイザベルと出会い、彼女を助ける。彼女に惚れ、護衛役として行動を共にする。
峰不二子
ルパン一味の紅一点で、付かず離れずの存在。時にはルパン達を利用したり、裏切ったりすることも多い。
実業家ジミー・カンツに取り入り、スリーメイスンのお宝を狙う。
銭形警部
ルパン一味を追うICPOの捜査官。ルパン専任捜査官であるため、ルパンに関係する事件なら世界中どこでも捜査権が認められている。
中盤、マイケルをルパンに誘拐された子どもと勘違いし、保護して行動を共にする。

### ゲストキャラクター
マイケル
本作の主要人物。
コンピュータの扱いに長けた小柄な少年であり、常にパソコンの入った鞄を背負いながら行動する。人物の具体的な情報さえあれば演算結果でその行動を先読みする事が出来る。その知識を用い、「ニューウイルス」を捜すため演算結果によって有効な方法と提案されたルパンの力を借りようとする。だが真の目的は生き別れの母（イザベル）に会うことだった。
イザベル / No.2（ナンバーツー）
本作の主要人物でゲストヒロイン。
五エ門がアラスカで出会った美女。淑女だが男を手玉に取り、意のままに操ることにも長けている。謎の集団に追われており、宝石商を名乗って五エ門を護衛役に雇う。その正体はスリーメイスンの元No.2で、また「ニューウイルス」を開発した天才技術者。さらにはマイケルの実母でもあった。
理由は不明だが自らが開発したニューウイルスを、組織が所有していたスーパーエッグをキーにして封印してしまい、出奔していた。しかし、物語中盤で捕まってしまうと、逆にカンツを唆してシルバーマンを殺し、組織を乗っ取ってしまう。そしてニューウイルスを解放したものの、直後にカンツにナイフで刺され、地位を簒奪される。
先述のように男を手玉に取る一方で、実は亡くしてしまった夫（＝マイケルの父親）を今でも愛している。今際の際に五エ門が「夫によく似た面影を持っていた」ことを告白し、律儀に守り続けてくれたことに対して心から感謝する。
ジミー・カンツ / No.3（ナンバースリー）
実業家。スリーメイスンのNo.3。
やり手の実業家の男。その正体は秘密結社スリーメイスンのNo.3であり、No.2ことイザベルとスーパーエッグの行方を捜していた。普段の態度とは裏腹に本性は小心者で、シルバーマンを畏怖する。シルバーマンに叱責されて怯える描写が多いものの、組織をまとめる能力は高いと評され、シルバーマンに代わって現場部隊を指揮している。
中盤では捕まえたイザベルを従えようとして、逆に彼女に手玉に取られ、シルバーマン殺しに協力する。彼女に大人しく従っているように振る舞っていたが、彼女がニューウィルスの封印を解くと、ナイフで刺し、地位を簒奪する。
シルバーマン / No.1（ナンバーワン）
秘密結社スリーメイスンの総帥。魔術師。
魔術師らしいフード付きローブを着込んだ面妖な老人。123歳。吐息で人を浮遊させ操作したり、口から剣を出すなど、オカルト的な能力を持つ。特に中盤においてアジトに潜入した不二子に気づき、彼女を捕らえると、その後、操り人形にしてしまう。
超常の能力を持つものの、既に自分が高齢であることや、このままではこれからの情報化社会では組織を維持できないと憂いており、「ニューウイルス」を手に入れようとしている。
イザベルに強い警戒心を抱いていたものの、寝所に侵入し一糸纏わぬ姿で誘惑する彼女へ隙を見せたことで、隠れていたカンツに射殺される。
ルースター
次元の旧友である泥棒。
かつてスーパーエッグを盗み出し、捜査から逃れるため、作業員に変装して自由の女神像に隠したという初老の男。スーパーエッグを回収するため次元を頼るが、同じくスーパーエッグを狙う謎の集団（スリーメイスン）に襲撃され、次元を庇って撃たれ命を落とす。
エド
スリーメイスンの実行部隊の隊長。
スーパーエッグの行方を追う背の低い男。物語序盤において部下を率いてルースターを襲い、彼を射殺する。その際に次元に肩を撃たれるが生きており、ルパンたちの妨害を行う。自由の女神像を盗んだルパンの行方を追ってグランドキャニオンに向かい、パラシュートやキャノン砲を装備した武装車で襲うが返り討ちに遭い、最期は焼死する。
ジュディ
ルパンの恋人。
引退を決意したルパンが生涯の伴侶として選んだ美女。しかし、金遣いが荒くルパンのクレジットカードで散財して3億ドルの借金を作った上に、新しい男を作ってルパンの元を去ってしまう。

## 用語
スーパーエッグ
本作のお宝。アメリカンフットボールのボール程の大きさを誇る巨大なタマゴの形をした世界最大のダイヤモンド。数年前にルースターが宝石の展示会より盗み出し、自由の女神像に隠していた。
詳細な来歴は不明だが元はスリーメイスンの所有物であり、イザベルが組織から出奔する際に、ニューウイルスのデータを引き出す鍵にし、持ち出したものであった。このため、スリーメイスンはイザベルと共にその行方を追っていた。
ニューウイルス
本作の真のお宝。史上最悪のコンピューターウイルスで、使用すれば全世界のあらゆるコンピュータ上のデータを、使用者の望むままに改竄・消去できる。実際、劇中ではアメリカの国防総省とソ連の軍司令部のコンピュータを一瞬にしてハッキングし、両国の核ミサイルの発射準備を完了させている。しかしながら、現在の保管場所などは不明とされていた。
スリーメイスンが今後の高度情報化社会に対応し組織の覇権を維持するために開発したもので、直接の開発者はイザベル。しかし、彼女が組織から出奔するにあたって、そのデータは自己暗示により彼女の深層心理内に封印され、解放にはスーパーエッグが必要となっている。
スリーメイスン
本作における敵組織で、世界的な秘密結社。ニューヨークの巨大ビルを本拠地とし、表向きは大企業としている。組織の実態はオカルトめいており、構成員たちはフード付きのローブと仮面をつけている。No.1ことシルバーマン以下、No.3までの3人の幹部がいるが、物語開始時点ではNo.2だったイザベルが出奔中で欠番となっており、No.3のジミー・カンツが事実上の次席となっている。実際にシルバーマンはオカルト的な魔術のような超常の力を用いることができ、構成員たちから畏怖されている。
絶大な力を持つ古い組織だが、情報化技術の発達により衰退すると予測し、これをコントロールするニューウイルスを開発した。しかし、イザベルが出奔してしまったため、彼女と鍵となるスーパーエッグの行方を捜していた。

## 声の出演
- ルパン三世 - 山田康雄
- 峰不二子 - 増山江威子
- 次元大介 - 小林清志
- 石川五ェ門 - 井上真樹夫
- 銭形警部 - 納谷悟朗
- イザベル - 駒塚由衣
- マイケル - 田中真弓
- ジミー・カンツ - 津嘉山正種
- シルバーマン - 前沢迪雄
- ジョーンズ - 石塚運昇
- エド - 緒方賢一
- ルースター - 大木民夫
- ジュディ - 幸田直子
- 運転手 - 秋元羊介
- 保安官 - 伊井篤史
- TVアナ - 稲葉実
- コンピューター - 堀内賢雄
- 係員 - 星野充昭

## スタッフ
- 原作 - モンキー・パンチ（双葉社刊）
- 監督 - 出崎統
- 助監督 - 篠原俊哉
- 脚本 - 柏原寛司
- 絵コンテ - さきまくら
- 演出助手 - 矢野博之
- キャラクター･デザイン・作画監督 - 古瀬登
- 作画監督補 - 長岡康史、とみたくに、佐藤雄三
- 美術監督 - 中村光毅
- 撮影監督 - 高橋宏固、松嵜泰三
- 編集 - 鶴渕允寿
- 音楽 - 大野雄二
- 音楽監督 - 鈴木清司
- 録音監督 - 加藤敏
- 音響効果 - 糸川幸良
- 録音制作 - 東北新社
- 制作担当 - 高橋伸治、松元文一
- シナリオディレクター - 飯岡順一
- プロデューサー - 安田穣、武井英彦、徳永元嘉
- 主題歌「エンドレス・トワイライト－最後の真珠－」
  - 作詞 - 三浦徳子
  - 作曲 - 大野雄二
  - 唄 - 慶田朱美
- 企画協力：WOrds、飯岡順一事務所
- グラフィック協力 - ビデオ・サンモール
- 企画・制作 - 日本テレビ
- 製作 - 東京ムービー新社

## 製作

### 企画
プロデューサーの武井英彦によると、放送前年の秋から久々に行われた『TV第2シリーズ』の再放送が最高18%の高視聴率を記録するなど、反響が大きかったことを受け企画されたという。また、本放送終了から9年以上経ち、ファンの層も入れ変わっていることを意識し、新たに再放送でファンになった若い世代を主な対象にしている。
一方で脚本を担当した柏原寛司は、日本テレビが関与せずキャスト一新も行われた前作OVA『ルパン三世 風魔一族の陰謀』の厳しい評価が契機となり心機一転のような形で企画されたとしており、「当時日本テレビにいた高橋靖二さんが中心となって、スペシャルが始まったわけです」「いわゆる洋画ロードショーみたいなスタイルでやろうと。おまけに“偽『ルパン三世』”が出た反動で、いいものを作ろうとかなり力を入れて作りましたね」と証言している。

### 脚本
初めてのテレビスペシャルであるため、オリジナルプロットは原作者のモンキー・パンチに依頼。モンキーも丁度、当時最先端だったコンピュータウイルスに関するアイデアを持っていたため快諾し、それを主題にしたプロットを基に柏原寛司が脚本を作成した。
ゲストキャラクターのマイケルは、モンキーの「抜群に頭の切れる子供を出したい」という提案から誕生している。

### 製作
出崎は本作について、過去にもテレビシリーズ参加したことはあったが「こんなに一生懸命ルパンをやったのは初めて」と語り、実際にルパンたちを描いた感触について「ルパンたちのグループというのは存在感があるというのか、ハチャメチャやってもウソやっても、ちゃんとひとつの世界を作っているんだと、あらためて思いましたね。五右ェ門や次元はルパンの助手じゃないし、不二子は不二子で好き勝手にやっている、そういう部分は大切に作られたキャラクターなんだ。『ルパン』っていうのは、ものすごい純粋なものもエンターティメントなものでもつくれる。そういう意味ではおもしろい素材だと思いました」とコメントしている。
キャラクターデザインは、『ルパン三世 ルパンVS複製人間』に近いものとなっている。担当した古瀬登によると、初めて担当した仕事が『ルパンVS複製人間』であったため、敬意を表して同作に似せたものにしたという。また、出崎は『ルパンVS複製人間』を意識して古瀬にキャラ設定を頼んだという。このデザインは、テレビスペシャル第4作『ルパン三世 ロシアより愛をこめて』まで続いた。
出崎と多くの作品で組んでいた杉野昭夫は参加していない。杉野は後に、出崎から「ルパンには向いてない」と言われ参加できなかったとコメントしている。
衣装は、基本的に『TV第2シリーズ』に準じている。ただし、ルパンのネクタイは『TV第2シリーズ』の紫色から黄色になり、五ェ門の白の着物・茶色の袴になるなど『ルパン三世 ルパンVS複製人間』の衣装設定に準じた箇所もあり、当作での衣装は以降のスペシャルではほぼ全作で共通設定となった。
完成作について、出崎の演出スタイルは大まかなあらすじを覚えると一気に勢いでカット割りを仕上げ、それに伴い様々な改変も行うというものだったため、当初の柏原が執筆した脚本から大幅にストーリーが変更されている。このことについて、後にシナリオディレクターの飯岡順一は、柏原の洒落た台詞が生かせずベタな人情芝居になったことに不満な思いがあったと語る一方で、当の柏原は「（改変されることは）よくあることだ」と気にしておらず、完成作にも納得していたという。

### プロモーション
放送時には、モンキー・パンチ書き下ろしイラストによる番組ポスターが製作された。

## 評価
アニメーション監督の桑原智は、タイムリミットが迫る中で核ミサイルの発射を防ぐラストシーンに関して、1秒や0.1秒などの分かりやすい数字にせず0.2秒と0.1秒のの境目にしたことに「ここで終わらすんだ！凄い！」と感心し「放送当時にあのような描写は凄いし、素人ながらに出崎統らしい演出だと圧倒された」と述べるほか、「皆さんに見ていただきたい作品」と語るなど高く評価している。

## その他
奈良醸造（奈良県奈良市）が2019年に本作に因んだビール「Bye-Bye Liberty（バイバイ リバティー）」を発売している。新作のビールを仕込んでいるときに原作者モンキー・パンチの訃報を知った奈良醸造の醸造責任者は、この新作ビールに使用しているホップが「Liberty（リバティー）」という品種であったことから、敬意を表してTVスペシャルシリーズ1作目のタイトルから名付けた。Bye-Bye Libertyのスタイルはケルシュである。